# Howard Behrens
Howard Behrens (20 de agosto de 1933 - 14 de abril de 2014) fue un artista popular estadounidense, cuyas obras de arte originales se venden en galerías de arte y en una subasta en los cruceros. Ediciones limitadas y abiertas de Behrens se venden internacionalmente. Behrens fue también uno de los artistas más vendedores de Princess Cruises.

## Biografía
Behrens nació en Chicago, Illinois en 1933. Creció cerca de Washington, DC. Comenzó a dibujar a los diecisiete años después de haber sido confinado a la cama tras un accidente de trineo. Su educación formal en el arte fue en la Universidad de Maryland, College Park, donde obtuvo una maestría en pintura y escultura. Behrens residía en Potomac, Maryland. Howard Behrens falleció después de su larga batalla con la enfermedad de Parkinson el 14 de abril de 2014.